# Sólo por ti
Sólo por ti es el quinto álbum de estudio de Camela, fue lanzado en 1998 en España. En su primer encargo, se repartieron unas 160.000 copias, recibiendo un disco de platino a los pocos días de su lanzamiento.

## Pistas
Todas las canciones escritas y compuestas por Miguel Ángel Cabrera Jiménez. 
| Sólo por ti |                                    |          |  |
| N.º         | Título                             | Duración |  |
| 1.          | «Sólo por ti»                      | 4:12     |  |
| 2.          | «Tu corazón es mi corazón»         | 3:41     |  |
| 3.          | «Miénteme»                         | 4:14     |  |
| 4.          | «¿Por qué te vas?»                 | 3:49     |  |
| 5.          | «Eres mi deseo»                    | 4:22     |  |
| 6.          | «¿Es mentira o verdad?»            | 3:54     |  |
| 7.          | «Enamorados junto al mar»          | 4:14     |  |
| 8.          | «No me puedes dejar así»           | 4:05     |  |
| 9.          | «Ya no volverá»                    | 4:50     |  |
| 10.         | «Lo que siempre me callé»          | 4:32     |  |
| 11.         | «Eres mi deseo (Versión acústica)» | 3:51     |  |
| 44:00       |                                    |          |  |

## Posicionamiento
| Lista  | Proveedor  | Posición | Certificación | Ventas  |
| ------ | ---------- | -------- | ------------- | ------- |
| España | Promusicae | 2        | 1x Platino    | 80 000+ |

## Anuales
| País   | Asociación | Lista          | Posición anual | Ref.  |
| España | Promusicae | Top 50 Álbumes | 1998: 33       | [ 1 ] |